# Liste des sénateurs des Bouches-du-Rhône
Les Bouches-du-Rhône sont représentées au Sénat par huit sénateurs de la série 2.

## IIIeRépublique
- Alphonse-Henri Esquiros de janvier à mai 1876
- Eugène Pelletan de 1876 à 1884 (inamovible de juin à décembre 1884)
- Paul-Armand Challemel-Lacour de 1876 à 1896
- Henry Barne de 1879 à 1893
- Geoffroy Velten de 1885 à 1912
- Frédéric Monier de 1894 à 1903
- Paul Peytral de 1894 à 1919
- Victor Leydet de 1897 à 1908
- Jean-Marie Bayol de 1903 à 1905
- Siméon Flaissières de 1906 à 1930
- Antide Boyer de 1909 à 1912
- Camille Pelletan de 1912 à 1915
- Frédéric Mascle de 1912 à 1917
- Louis Artaud de 1920 à 1921
- Louis Pasquet de 1920 à 1931
- Abraham Schrameck de 1920 à 1945
- Benoît Bergeon de 1921 à 1939
- Théophile Pujès de 1930 à 1939
- Léon Bon de 1939 à 1945
- Vincent Delpuech de 1939 à 1945
- Henri Tasso de 1939 à 1945

## IVeRépublique
| Années | Sénateurs        | Sénateurs             | Sénateurs               | Sénateurs                | Sénateurs                  |
| ------ | ---------------- | --------------------- | ----------------------- | ------------------------ | -------------------------- |
| 1946   | Léon David (PCF) | Mireille Dumont (PCF) | Charles Coste (PCF)     | Roger Carcassonne (SFIO) | Anne-Marie Trinquier (MRP) |
| 1948   | Léon David (PCF) | Mireille Dumont (PCF) | Joseph Lasalarié (SFIO) | Roger Carcassonne (SFIO) | Émilien Lieutaud (RPF)     |
| 1955   | Léon David (PCF) | Irma Rapuzzi (SFIO)   | Robert Marignan (Rad.)  | Roger Carcassonne (SFIO) | Vincent Delpuech (Rad.)    |

## VeRépublique
| Années | Sénateurs                     | Sénateurs                   | Sénateurs                   | Sénateurs                     | Sénateurs                       | Sénateurs                | Sénateurs                | Sénateurs                  |
| ------ | ----------------------------- | --------------------------- | --------------------------- | ----------------------------- | ------------------------------- | ------------------------ | ------------------------ | -------------------------- |
| 1959   | Léon David (PCF)              | Roger Carcassonne (SFIO)    | Gaston Defferre (SFIO)      | Irma Rapuzzi (PS)             |                                 |                          | Vincent Delpuech (CR)    |                            |
| 1962   | Léon David (PCF)              | Roger Carcassonne (SFIO)    | Roger Delagnes (PS)         | Irma Rapuzzi (PS)             |                                 |                          | Vincent Delpuech (CR)    |                            |
| 1966   | Léon David (PCF)              | Roger Carcassonne (SFIO)    | Roger Delagnes (PS)         | Irma Rapuzzi (PS)             | Jacques Rastoin (CNIP)          |                          |                          |                            |
| 1971   | Léon David (PCF)              | Félix Ciccolini (PS)        | Roger Delagnes (PS)         | Irma Rapuzzi (PS)             | Jean Francou (CDS)              |                          |                          |                            |
| 1974   | Léon David (PCF)              | Félix Ciccolini (PS)        | Antoine Andrieux (PS)       | Irma Rapuzzi (PS)             | Jean Francou (CDS)              |                          |                          |                            |
| 1978   | Louis Minetti (PCF)           | Félix Ciccolini (PS)        | Antoine Andrieux (PS)       | Irma Rapuzzi (PS)             | Jean Francou (CDS)              |                          |                          |                            |
| 1980   | Louis Minetti (PCF)           | Félix Ciccolini (PS)        | Antoine Andrieux (PS)       | Irma Rapuzzi (PS)             | Jean Francou (CDS)              | Charles Bonifay (PS)     | Pierre Matraja (PS)      |                            |
| 1983   | Louis Minetti (PCF)           | Félix Ciccolini (PS)        | Bastien Leccia (PS)         | Irma Rapuzzi (PS)             | Jean Francou (CDS)              | Charles Bonifay (PS)     | Pierre Matraja (PS)      |                            |
| 1989   | Louis Minetti (PCF)           | Louis Philibert (PS)        | Robert Vigouroux (RDSE)     | André Vallet (RDSE)           | Jacques Rocca Serra (UDF)       | Jean-Claude Gaudin (UDF) | Jean-Pierre Camoin (RPR) |                            |
| 1995   | Louis Minetti (PCF)           | Louis Philibert (PS)        | Robert Vigouroux (RDSE)     | André Vallet (RDSE)           | Jacques Rocca Serra (UDF)       | Jean-Pierre Lafond (UDF) | Jean-Pierre Camoin (RPR) |                            |
| 1998   | Robert Bret (PCF)             | Henri d'Attilio (PS)        | Jean-François Picheral (PS) | André Vallet (RDSE)           | Jean-Noël Guérini (PS puis F13) | Jean-Claude Gaudin (UMP) | Francis Giraud (UMP)     |                            |
| 2004   | Robert Bret (PCF)             | Jacques Siffre (PS)         | Jean-François Picheral (PS) | André Vallet (RDSE)           | Jean-Noël Guérini (PS puis F13) | Jean-Claude Gaudin (UMP) | Francis Giraud (UMP)     |                            |
| 2008   | Isabelle Pasquet (PCF)        | Serge Andreoni (PS)         | Samia Ghali (PS)            | Roland Povinelli (PS)         | Jean-Noël Guérini (PS puis F13) | Jean-Claude Gaudin (UMP) | Sophie Joissains (UDI)   | Bruno Gilles (UMP puis LR) |
| 2014   | Michel Amiel (F13 puis LREM ) | Mireille Jouve (F13)        | Samia Ghali (PS)            | Stéphane Ravier (RN puis REC) | Jean-Noël Guérini (PS puis F13) | Jean-Claude Gaudin (UMP) | Sophie Joissains (UDI)   | Bruno Gilles (UMP puis LR) |
| 2017   | Michel Amiel (F13 puis LREM ) | Mireille Jouve (F13)        | Samia Ghali (PS)            | Stéphane Ravier (RN puis REC) | Jean-Noël Guérini (PS puis F13) | Anne-Marie Bertrand (LR) | Sophie Joissains (UDI)   | Bruno Gilles (UMP puis LR) |
| 2020   | Michèle Einaudi (PS)          | Mireille Jouve (F13)        | Danièle Garcia (DVG)        | Stéphane Ravier (RN puis REC) | Jean-Noël Guérini (PS puis F13) | Anne-Marie Bertrand (LR) | Sophie Joissains (UDI)   | Bruno Gilles (UMP puis LR) |
| 2020   | Jérémy Bacchi (PCF)           | Marie-Arlette Carlotti (PS) | Guy Benarroche (EÉLV)       | Stéphane Ravier (RN puis REC) | Jean-Noël Guérini (PS puis F13) | Patrick Boré (LR)        | Valérie Boyer (LR)       | Stéphane Le Rudulier (LR)  |
| 2021   | Jérémy Bacchi (PCF)           | Marie-Arlette Carlotti (PS) | Guy Benarroche (EÉLV)       | Stéphane Ravier (RN puis REC) | Jean-Noël Guérini (PS puis F13) | Brigitte Devésa (UDI)    | Valérie Boyer (LR)       | Stéphane Le Rudulier (LR)  |
| 2024   | Jérémy Bacchi (PCF)           | Marie-Arlette Carlotti (PS) | Guy Benarroche (EÉLV)       | Stéphane Ravier (RN puis REC) | Mireille Jouve (PRG)            | Brigitte Devésa (UDI)    | Valérie Boyer (LR)       | Stéphane Le Rudulier (LR)  |